# Jacob Tours
Jacob Tours, bijnaam De schoolmeester, (Rotterdam, 5 januari 1760 – Rotterdam, 12 augustus 1811) was een Nederlands organist.
Hij was zoon van de Zwitserse pauper Anthonie Tours en het Goudse "diaconiemeisje" Cornelia Hellemond. Hijzelf trouwde met Antoinette Hardenberg. Zoon Bartholomeus Tours, kleinzoon Berthold Tours en achterkleinzoon Frank Edward Tours waren eveneens musicus.
Jacob Tours was vanaf 1785 tot 1791 organist te Maassluis, daarna van de Remonstrantse Kerk in Rotterdam. Vervolgens werd hij op 8 september 1797 de organist van de Grote of Sint-Laurentiuskerk in Rotterdam. Hij moest proefspelen voor de organisten Johannes Sturenberg uit Rotterdam, Joachim Hess uit Gouda en Jan Berghuis uit Delft, voordat hij de baan van Jan Hendrik Bruininkhuizen mocht overnemen. Overigens was die Bruininkhuizen eerder zijn docent, net als Jan Robbers. Na zijn dood volgde zijn zoon hem op. Onder Tours’ werd het orgel verbieuwd, maar niet altijd naar zin van Tours, vandaar zijn bijnaam.
In de 19e eeuw was hij nog enigszins bekend als componist van enkele werken, waaronder een Te Deum en de cantate De hoop en de zaligheid.
Hij publiceerde "De nieuwe muziek der gezangen in gebruik bij de Waalsche Kerken, gecomponeerd voor het orgel, de piano-forte en het clacecimbaal” (A Blussé en Zoon 1806). Ook is er van hem een Koraalboek bekend, opgedragen aan Kerkmeesteren der Gereformeerde kerken binnen Rotterdam.
In 1964 kwam Jacob Tours en zijn muziek nog ter sprake bij een lezing van het historisch genootschaap Roterodanum, gehouden in Museum Boijmans Van Beuningen.